# Iván Enderica
Ivan Alejandro Enderica Ochoa, destacado deportista ecuatoriano de la especialidad de Natación que fue campeón suramericano en Medellín 2010.

## Trayectoria
La trayectoria deportiva de Iván Alejandro Enderica Ochoa empieza a los 5 años de edad incursionándose en el deporte de la natación, tomando pasos grandes de su hermano Gabriel Cayetano Enderica Ochoa que es mayor que Iván con 3 años.
Medios locales señalaron que en días anteriores, durante los entrenamientos para la prueba, se presentaron casos similares de hipotermia, causados por las frías aguas del mar trujillano.Los demás competidores continuaron con la prueba en aguas abiertas, que finalmente fue ganada por el ecuatoriano Iván Enderica Ochoa, mientras que los venezolanos Erwin Maldonado y Luis Bolaños, obtuvieron la plata y el bronce. EFE
En octubre de 2011 quedó en cuarto lugar en la prueba de 10 kilómetros de aguas abiertas que se cumplió en puerto Vallarta, México. En diciembre de 2011 ganó dos medallas de oro en los Juegos Sudamericanos de Playas y en marzo de 2012, con las dos medallas de oro obtenidas en Belen, Brasil, Enderica sumó siete títulos sudamericanos. 
Iván Alejandro se identifica por su participación desde los 15 años que por primera vez clasifica y representa al Ecuador en los 
siguientes eventos nacionales e internacionales:

### 2006

#### Copa del Pacífico
Viña del Mar - Chile . Gana la primera medalla de Oro en su carrera deportiva internacional
Medalla de Oro |   en 400 m Combinado. 
Medalla de Bronce |  en 400 m libre. 
Denominado por La Federación Ecuatoriana de Natación
Como mejor Nadador de la Categoría 13 - 14 años en el año 2006

### 2007

#### Copa del Pacífico
- Cali-Colimbia . * Medalla de Bronce |  en 400 m libre.

- Gana Su Primera Travesía Lago San Pablo y empieza su hegemonía que le mantiene como el REY DEL LAGO SAN PABLO por todos los récords que ostenta

https://www.eluniverso.com/2007/09/07/0001/15/2822D323C8E940CCB56FE8EFC95C6E42.html

### 2008
- ABRIL - COPA LATINA - fue seleccionado del Ecuador  en la copa latina desarrollándose en San Marino, Italia

- JULIO - Laguna de Cuicocha - Cotacachi

```
    
 
1.
er
 Lugar
```

https://lahora.com.ec/noticia/749612/los-enderica-no-dieron-tregua
- SEPTIEMBRE - TRAVESIA LAGO SAN PABLO

```
    
 
1.
er
 Lugar
```

https://lahora.com.ec/noticia/772844/ivn-enderica-fue-el-amo-en-san-pablo
- NOVIEMBRE - XI Juegos Nacionales Macas 2008

```
   
 Medalla de Oro en 400 m libre
   
 Medalla de Plata en 800 y 1500 libre
   
 Medalla de Bronce en 400CI y 100 espalda
```

### 2009
- MARZO - CAMPEONATO SUDAMERICANO JUVENIL - ARGENTINA

 Medalla de Oro 5 km
 Medalla de Plata en 400 CI
 Medalla de Bronce en 10 km y 400 libre
https://www.eluniverso.com/2009/03/24/1/1442/27E76FB234864E01BF98BCAAE41F1519.html
- ABRIL - JUEGOS DEL ALBA - CUBA

 Medalla de Plata en 400 libre, 800 libre y 5 km
 Medalla de Bronce en 400 CI
https://www.eluniverso.com/2009/04/28/1/1442/AD783DFE9F6E460A95149D6F54084F3F.html
- . JULIO - CAMPEONATO MUNDIAL ROMA - 1.er Mundial absoluto de IVAN

https://www.elcomercio.com/actualidad/ecuador-participara-mundial-natacion-ocho.html
- SEPTIEMBRE - 48.ª TRAVESIA LAGO SAN PABLO

Récord de Carrera y victoria consecutiva
https://www.elcomercio.com/actualidad/enderica-gano-cruce-del-san.html
https://lahora.com.ec/noticia/931253/ivc3a1n-enderica-poderoso-en-san-pablo
- OCTUBRE - COPA DEL PACIFICO - GUAYAQUIL

```
 Medalla de Oro 5 km
```

https://www.elcomercio.com/actualidad/natacion-barros-y-enderica-ganaron.html
- NOVIEMBRE - JUEGOS BOLIVARIANOS SUCRE - BOLIVIA

 Medalla de Oro 1500 m
 Medalla de Bronce en 400 libre y 4 x 100 Combinado
https://www.eluniverso.com/2009/11/19/1/1442/ivan-enderica-logro-oro-natacion-bolivariana.html
- DICIEMBRE - JUEGOS SUDAMERICANOS DE PLAYA PUNTA DEL ESTE - URUGUAY

 Medalla de Oro 5 km
https://lahora.com.ec/noticia/970183/enderica-da-segundo-oro-a-ecuador
- DICIEMBRE - RECORD NACIONAL DE CATEGORIA Y ABSOLUTO

800 y 1500 metros libre (PISCINA 50 metros)
400, 800 y 1500 metros libre (PISCINA 25 metros)

### 2010

#### Juegos Suramericanos
Fue reconocido su triunfo de ser el primer deportista con el mayor número de medallas de la selección de  Ecuador en los juegos de Medellín 2010.

#### Juegos Suramericanos de Medellín 2010
Su desempeño en la novena edición de los juegos, se identificó por obtener un total de 2 medallas:

- , Medalla de oro: 5 km Aguas Abiertas Hombres
- , Medalla de oro: Natación Aguas Abiertas 10 km Hombres